# Аль-Завайда
Аль-Завайда (араб. الزوايدة‎) — палестинский город в секторе Газа, в провинции Дейр-эль-Балах. Он расположен примерно в трех километрах к северо-востоку от города Дейр-эль-Балах и к западу от лагеря беженцев Магази. В 2017 году население города составляло 23 841 человек.
Во время войны в Газе боевые действия начали приближаться к самому городу.

## См также
- Магази

- Бурейдж

- Нусейрат

1. ↑  Этот населённый пункт расположен на территории Западного берега реки Иордан, который рассматривается ООН как оккупированная Израилем палестинская территория?!.